# Dysplasie rénale
 Mise en garde médicale
La dysplasie rénale, également connue sous le nom de dysplasie rénale multikystique, est l'état anormal d'un ou des deux reins résultant d'un mauvais développement néonatal.

## Symptôme
Si un rein est touché, il n'y a souvent aucun symptôme, bien que dans certains cas le rein augmente de volume et provoque des douleurs. Les complications peuvent inclure l'hydronéphrose, l'hypertension artérielle, les infections urinaires ou l'insuffisance rénale. Si les deux reins sont gravement touchés, l'enfant peut mourir au moment de la naissance.

## Cause
La cause comprend un certain nombre de mutations génétiques et l'exposition à certains médicaments ou médicaments pendant la grossesse. Le mécanisme sous-jacent implique que l'urine est incapable de s'écouler à travers les tubules dans les reins, ce qui entraîne la formation de kystes ,.

## Diagnostic
Le diagnostic repose généralement sur l'échographie, avant ou après la naissance.

## Traitement
Si un seul rein est touché et qu'aucun symptôme n'est présent, un suivi à la recherche de complications potentielles peut suffire . Si les deux reins sont touchés, une dialyse ou une greffe de rein peut être nécessaire. Dans certains cas, le rein affecté peut diminuer de taille.

## Fréquence
La dysplasie rénale affecte environ 1 nouveau-né sur 4 000. Elle a été décrit pour la première fois en 1836.